# Wolfgang Steinecke

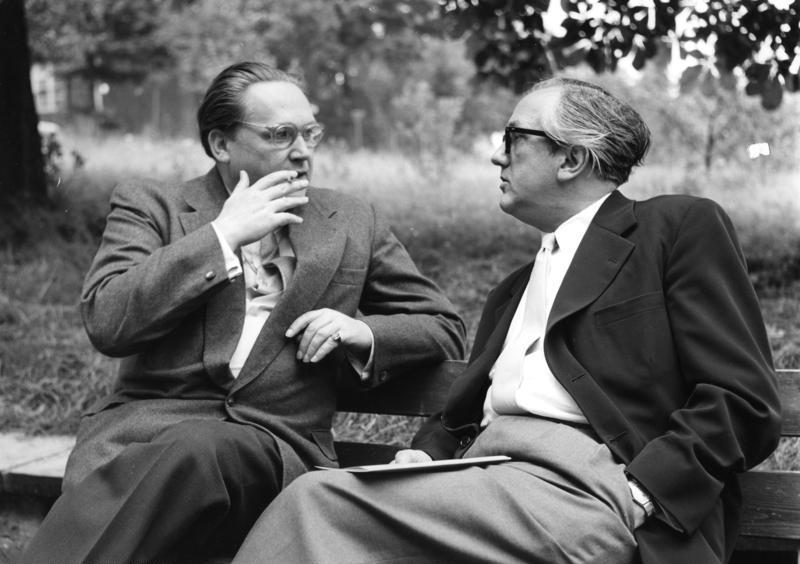
Wolfgang Steinecke (links) im Gespräch mit Heinz Dressel (1957)

Wolfgang Steinecke (* 22. April 1910 in Essen; † 23. Dezember 1961 in Darmstadt) war ein deutscher Musikwissenschaftler, Musikkritiker und Kulturpolitiker.

## Leben
Friedrich Heinrich Wolfgang Steinecke wurde im April 1910 als Sohn von Käthe Steinecke geb. Lübbers und Hugo Wolfram Steinecke in Essen geboren. Der Vater war hauptamtlich Reichsbahninspektor. Nebenberuflich war er ein Musikkritiker bekannter Essener Tageszeitungen und war Chorleiter. Bereits als Kind schrieb Wolfgang Steinecke Gedichte und ein Theaterstück. Er besuchte ein Gymnasium in seiner Heimatstadt. Mit 17 Jahren schrieb er ein erstes musikalisches Werk. Ab 1927 schrieb er Bühnenmusiken für Schultheateraufführungen sowie für Inszenierungen des Kieler Studententheaters. Steinecke absolvierte zunächst ein praktisches Musikstudium an der Folkwangschule in Essen bei Ludwig Riemann (1863–1927) und Felix Wolfes. Anschließend studierte er Musikwissenschaft bei Ernst Bücken, Kunstgeschichte, Theater- und Literaturwissenschaft und Philosophie an der Kölner Musikhochschule und der Universität zu Köln und in Kiel. Bereits 1928 hatte er eine siebzigseitige Musikästhetik verfasst, die sich in seinem Nachlass befindet.
Neben seinem Studium war er als Regieschüler und Assistent von Georg Hartmann (Intendant) an den Städtischen Bühnen in Kiel tätig. 1934 promovierte er bei Friedrich Blume in Köln. Der Titel der Dissertation lautete „Die Parodie in der Musik“.
Steinecke stand dem NS-Regime aufgeschlossen gegenüber und pflegte auch Beziehungen zu zahlreichen einflussreichen Musikern und Musikwissenschaftlern in der Zeit des Nationalsozialismus. Dazu gehörte u. a. sein Doktorvater Friedrich Blume, aber auch Fritz Stein.
Steinecke arbeitete bis 1939 als Musik- und Theaterkritiker bei der Rheinisch-Westfälischen Zeitung in Essen. Anschließend übersiedelte er nach Darmstadt, um dort als Schriftleiter für Südwestdeutschland für die Düsseldorfer Theaterzeitung „Der Mittag“ zu arbeiten. Daneben arbeitete er als Korrespondent für mehrere Tageszeitungen. Durch die Schließung der deutschen Theater zum 1. September 1944 wurde er arbeitslos.
Nach dem Ende des Zweiten Weltkriegs bewarb er sich in Darmstadt um eine Stelle in der neu zu gründenden Kulturverwaltung der Stadt Darmstadt unter Oberbürgermeister Ludwig Metzger. Er gab bei seiner Bewerbung an, politisch unbelastet zu sein und machte keine Angaben zu seinen Tätigkeiten in der NS-Zeit. Auch zu einem späteren Zeitpunkt wurde Steinecke keinem Entnazifizierungsverfahren unterzogen. Zum 1. August 1945 erhielt er einen befristeten Arbeitsvertrag als Kulturreferent. Die Amerikanische Militärregierung erklärte sich am 1. Dezember 1945 mit der Einstellung Steineckes einverstanden. Der Arbeitsvertrag wurde in der Folgezeit regelmäßig verlängert. Er erhielt ein Gehalt im Range eines Regierungsrates.
In seiner Zeit als Kulturreferent bis 1948 baute Wolfgang Steinecke die Kulturverwaltung in der stark zerstörten Stadt Darmstadt wieder auf. Dazu gehörte die Eröffnung der Stadtbibliothek, der Akademie für Tonkunst und der Volkshochschule. Er begründete darüber hinaus eine städtische Kammermusikreihe und gestaltete erste Kunstausstellungen.
Der Name Wolfgang Steinecke ist jedoch insbesondere mit der Gründung der Internationalen Ferienkurse für Neue Musik und des Kranichsteiner Musikinstituts verbunden. Die Programme in den ersten Jahren waren stark durchsetzt von Musikern der Übergangszeit zwischen dem Nationalsozialismus und der Bundesrepublik Deutschland. Zu diesen gehörten etwa Hugo Distler, Wolfgang Fortner, Gerhard Frommel, Hermann Reutter etc. Ab 1950 hat sich Steinecke ausschließlich den Darmstädter Ferienkursen gewidmet. Nach und nach gelang es, viele Komponisten der Neuen Musik nach Darmstadt zu holen.
Steinecke war zudem als Musikkritiker für verschiedene Zeitungen und Zeitschriften tätig.
Wolfgang Steinecke war mit der Fotografin Hella Steinecke geb. Dahm (1921–1982) verheiratet. Die Ehe blieb kinderlos. Wolfgang Steinecke starb an den Folgen eines Autounfalls im Dezember 1961 im Alter von 51 Jahren. Sein Grab auf dem Alten Friedhof Darmstadt (1 F 6) ist ein Ehrengrab.

## Ehrungen
- 1953: Verleihung der Arnold Schönberg-Medaille
- 1955: Goethe-Plakette des Landes Hessen
- 1975: In Darmstadt-Kranichstein wurde der Steineckeweg nach ihm benannt.

## Veröffentlichungen
- 1934: Die Parodie in der Musik, Wolfenbüttel